# حشيشة الملاعق
حشيشة الملاعق أو حشيشة الأسقربوط أو خردل الألمان أو ملعقية (الاسم العلمي: Cochlearia officinalis) وهو نبات عشبي حوليّ برّي وزراعي، تزيينيّ ووطبيّ، يتكاثر بالبذور بالطرق العادية.

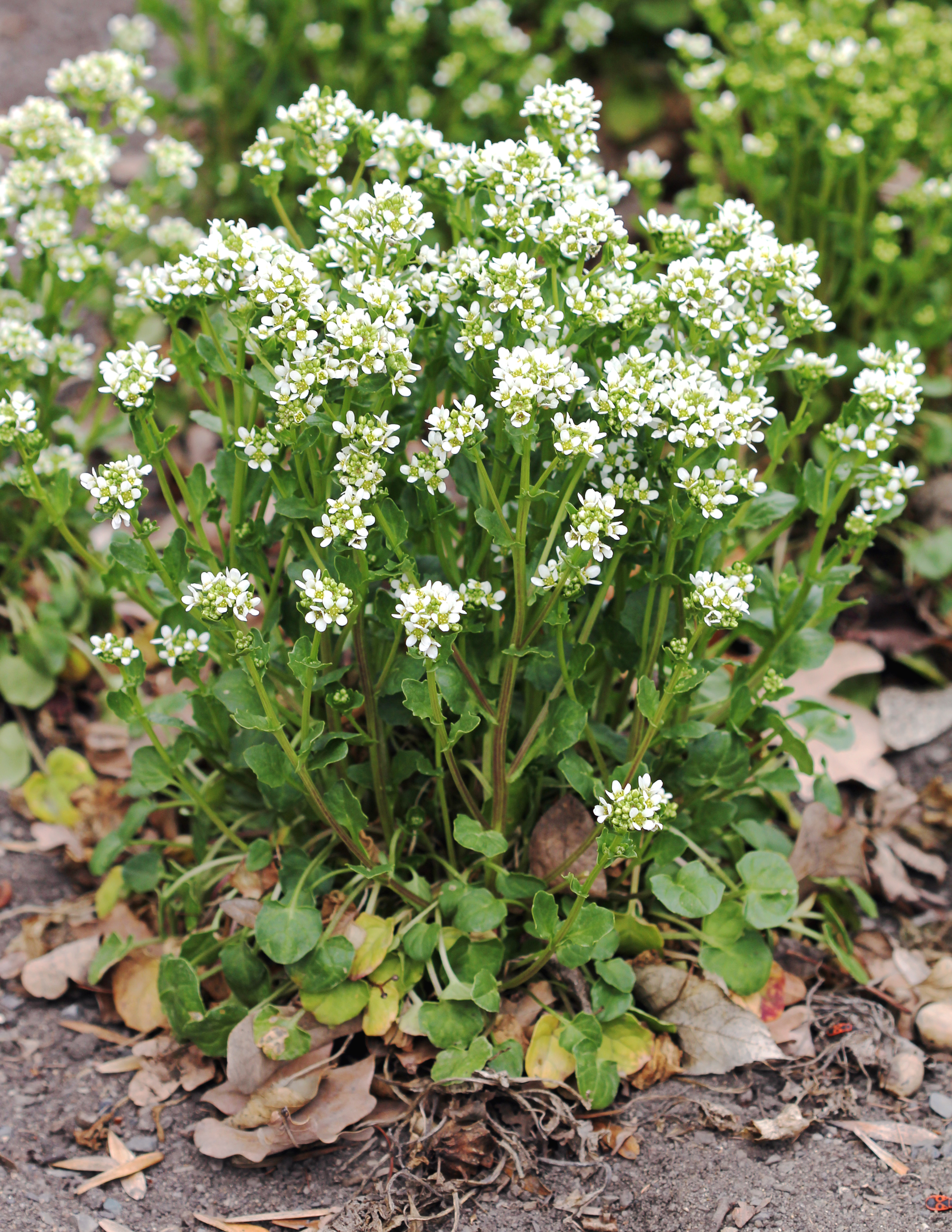
نبتة التودري أو فجل الجمل

## أسماؤه الشائعة بالعربية
- تودري
- خردل أشيجة
- فجل الجمل
- فجيلية
- اللبسان
- توذريح
- إسحارة
- أروسمون (باليوناينة)

## بيئة النمو والتكاثر
ينبت في البيئات الجافة ونصف الجافة مثل الحوض المتوسط.
ينتشر في الأراضي المتروكة وأطراف الطرقات وحدائق المنازل.

يُزرع في المدن وينبت في البساتين والأماكن الخربة

## وصف النبتة
نبات عشبي حوليّ برّي وزراعي، تزيينيّ ووطبيّ، يتكاثر بالبذور بالطرق العادية. له ورق شبيه بورق الجرجير البري، له أغصان دقيقة وزهره أصفر.

## في الطب القديم
استعمل في الطب القديم كعقار لمعالجة السعال، والقيح، والأورام، والبثور، وآلام المفاصل.